# Daphne Caruana Galizia
Daphne Caruana Galizia (Sliema, 1964. augusztus 26. – Bidnija, 2017. október 16.) máltai oknyomozó újságírónő és blogger. 
A Panama-aktákkal kapcsolatos számos hazájához köthető ellentmondásos és érzékeny információt tárt fel a nyilvánosság számára. 2017. október 16-án az autójába rejtett bomba felrobbantásával ismeretlen tettesek meggyilkolták Bidnija közelében. 2018.október 17-én az Európai Gazdasági és Szociális Bizottság néma felállással emlékezett meg Daphne Caruana Galiziáról.
A hatóságok Yorgen Fenech üzletembert és Christian Cardona volt máltai gazdasági minisztert, a Munkáspárt alelnökét gyanúsítják a bombát elhelyező bérgyilkos megbízásával.